# Hârşova
Hârșova (også stavet Hîrșova; udtale:ˈhɨrʃova; bulgarsk: Хърсово}, Harsovo) er en by beliggende på den højre bred af Donau, i distriktet Constanța, Nord Dobruja, Rumænien. Byen har 8.737 (2021) indbyggere.
Landsbyen Vadu Oii er administreret af byen. Landsbyen er forbundet med Giurgeni kommune over Donau via Giurgeni-Vadu Oii broen.

## Historie
I oldtiden lå en romersk bosættelse ved navn Carsium, der hørte til Scythia Minor provinsen, på det nuværende sted, hvor byen ligger.
I 1853 rapporterede The Times i London, at Hirsova
er forsvaret af en befæstet borg og har en garnison på ca. 2.000 mand. Dette sted blev indtaget af russerne i 1809 (Den russisk-tyrkiske krig (1806-1812)) og 1828 (Den russisk-tyrkiske krig (1828-1829)). Selv om den er lille, er den af betydelig betydning på grund af sin beliggenhed på det sted, hvor Berchicha vender tilbage til Donau. ... Den er i mange dele oversvømmet, men har gode græsgange til de fremragende heste, som udgør den eneste rigdom for de tatarer, der bebor den.

## Galleri
- Ruiner af Carsium
- Ruiner af Carsium
- Lipovankirken
- Boligbyggeri i Hârșova
- Huse, der blev brændt ned af bulgarske tropper i 1916 under den Rumænske kampagne under 1. verdenskrig